# Алиев, Сабир Али оглы
Сабир Али оглы Алиев (азерб.  Sabir Əli oğlu Əliyev; 27 июня 1928, Шуша, Азербайджанская ССР — 27 июля 1977, Шуша, Азербайджанская ССР) — азербайджанский врач, судебно-медицинский эксперт и поэт. За заслуги в области отечественного здравоохранения, 2 июня 1977 года был награждён почётным званием «Отличника здравоохранения».

## Биография
Родился 27 июня 1928 года в городе Шуша — колыбели азербайджанской культуры. Окончил среднюю музыкальную школу в родном городе. В 17 лет приехал в Баку и поступил в Азербайджанский медицинский институт на факультет судебно-медицинской экспертизы. По окончании института получил направление в Агдам. Затем работал в городах Физули, Жданов (Бейлаган), Агджабеди, Сумгаит, в бакинском посёлке Сарай, Шуше, Кубатлы и Лачине. Был начальником управления по здравоохранению города Шуша.
Во время работы в Бейлагане был назначен судебно-медицинским экспертом, по делу о трагической гибели знаменитой азербайджанской хлопкоробки-механизатора Севиль Газиевой. Умер 27 июля 1977 года, в городской больнице города Шуша, ровно через месяц после того, как справил свой 50-летний юбилей. Отец Сабира Алиева — Алиев Али Ибрагим оглы был торговцем.

## Награды
2 июня 1977 года, уже будучи тяжело больным, находясь в Шушинской больнице, за заслуги в области отечественного здравоохранения, получил почётное звание «Отличника Здравоохранения». Награждён множеством похвальных грамот и премий.

## Творчество
С юношеских лет писал стихи на азербайджанском языке, которые часто публиковались в местных газетах, литературных альманахах и сборниках. Творчество поэта-врача Сабира Алиева нашло также своё отражение в книге (методическое пособие) Аббаса Сулейманлы — «Моя Родина — Азербайджан» (азерб. Ana Vətənim - Azərbaycan), в двухтомнике «Песни Шуши» (азерб. Şuşa nəğmələri), а также в книге азербайджанского писателя-публициста Миркамиля Миркалам оглы Агамирова «Шуша моя — наполненная песнями!» (азерб. Nəğmə dolu Şuşam mənim!), которая увидела свет в 2013 году. В данной книге нашло также своё отражение творчество внука поэта — музыканта и руководителя ансамбля «Сабах», лауреата многих республиканских конкурсов — Эльшана Ализаде.

## Стихи
- Приходит весна (азерб. Yaz gəlir) — 21.03.1948, Баку;
- Газель (азерб. Qəzəl) — 10.08.1949, Шуша;
- Шуша (азерб. Şuşa) — 14.12.1948, Шуша;
- Ты сделал свой выбор? (азерб. Seçmisən mi sən?) — 1949, Шуша;
- Знает ли? (азерб. Bilər mi) — 1949, Шуша;
- Твои глаза (азерб. Gözlərin) — 27.09.1949, Баку;
- Красавица (азерб. Gözəldir) — 06.10.1949, Баку;
- Приходя в Шушу (азерб. Şuşaya gələndə);
- Вспомнил (азерб. Yadıma düşdü);
- Спроси ты меня (азерб. Soruş sən məni);
- Есть ли? (азерб. Varmı?);
- Пусть все знают, что … (азерб. Qoy hamı bilsin ki...)